# Форд GT (2017)
Вижте пояснителната страница за други значения на Форд GT.
„Форд GT“ (Ford GT) е модел спортни автомобили (сегмент S) на американската компания „Форд“, произвеждан от 2017 година. Друг модел със същото име – „Форд GT“ – е произвеждан и през 2004 – 2007 година.
„Форд GT“ 2017 е разработен, за да отбележи петдесетгодишния юбилей от поредицата успехи на „Форд GT40“ на състезанието „24 часа на Льо Ман“. Самият той участва в състезанието през лятото на 2016 година, а серийното му производство започва в края на годината в специално изградена фабрика в Маркъм, Канада. Планира се моделът да се произвежда до 2020 година, като бъдат произведени 1000 броя.